# Volo Sriwijaya Air 62
Il volo Sriwijaya Air 62 (SJ62/SSY62) era un collegamento di linea domestico operato dalla compagnia aerea indonesiana Sriwijaya Air dall'aeroporto di Soekarno-Hatta, Giacarta, all'aeroporto Sultan Thaha, Jambi. Il 27 agosto 2008, l'aereo che operava il volo, un Boeing 737-200, uscì di pista travolgendo una casa durante il suo tentativo di atterraggio a Jambi. Nell'incidente rimasero ferite 26 persone, comprese 3 che non erano sull'aereo. Una persona in seguito morì per le ferite riportate. Tutti a bordo dell'aereo sopravvissero allo schianto. È stato il primo incidente mortale nella storia operativa di Sriwijaya Air ed è stato l'unico con vittime fino al disastro del volo Sriwijaya Air 182 nel 2021, nel quale hanno perso la vita in 62.

## L'aereo
Il velivolo coinvolto era un Boeing 737-200, marche PK-CJG, numero di serie 23320, numero di linea 1120. Volò per la prima volta nel maggio 1985 e venne consegnato il mese successivo alla Malaysian Airline System. Operò poi per Bouraq Indonesia Airlines, Tuninter e Star Air. Sriwijaya Air lo acquisì nel maggio 2004. Era equipaggiato con 2 mtori turboventola Pratt & Whitney JT8D-15A. Al momento dell'incidente, l'aereo aveva più di 23 anni e aveva accumulato 49 996 ore di volo in 54 687 cicli di decollo-atterraggio. L'ultima ispezione era avvenuta nel novembre 2007.

## L'equipaggio
Il comandante era il 36enne Mohammad Basuki. Secondo un portavoce della Sriwijaya Air, Basuki era un pilota molto esperto con un totale di 7 794 ore di volo, di cui 6 238 sui Boeing 737. Il primo ufficiale era il 34enne Eri Radianto. Secondo Sriwijaya Air, anche Eri era un pilota esperto con 5 000 ore di volo all'attivo di cui 4 100 sui 737.

## L'incidente
L'aereo trasportava 124 passeggeri e 6 membri dell'equipaggio, tra cui 4 assistenti di volo e 2 piloti. Il volo sarebbe durato circa un'ora ed era stato caricato con un'autonomia di carburante di 4 ore. Il generatore azionato dal motore elettrico numero uno era inutilizzabile e quindi l'equipaggio dovette utilizzare l'unità di potenza ausiliaria (APU). Il comandante Basuki pilotava l'aereo mentre il copilota monitorava gli strumenti.
Alle 16:18 ora locale, il volo 62 contattò la torre di Thaha dichiarando la sua intenzione di atterrare all'aeroporto Sultan Thaha. Prima del contatto, l'aereo era stato autorizzato dalla Torre Palembang a scendere a 12 500 piedi (3 800 m). Il primo ufficiale chiese informazioni sulle condizioni meteo all'aeroporto, al cui il controllore rispose che c'era una leggera pioggia L'equipaggio configurò l'aereo per l'atterraggio estendendo il carrello e i flap.
13 secondi dopo l'estensione, l'equipaggio notò che si era accesa la spia di bassa pressione relativa all'impianto idraulico A, e l'indicatore di quantità del liquido mostrava "zero". Il comandante chiese al primo ufficiale di controllare la loro configurazione di atterraggio. Dopo il controllo, l'equipaggio decise di continuare l'avvicinamento leggermente al di sotto del sentiero di discesa.
Alle 16:30, il volo 62 atterrò sulla pista. L'equipaggio cercò di attivare gli inversori, ma la manetta di spinta era diventata troppo pesante per essere spostata. Il comandante applicò di conseguenza la massima forza di frenata manuale, ma l'aereo non decelerava. Temendo che potessero uscire di pista, chiese al collega di assisterlo. Tuttavia, non riuscirono a rallentarlo in modo significativo.
Il volo 62 sterzò verso destra e uscì di pista, travolgendo una casa dove una famiglia stava riposando. Stavano tutti aspettando che smettesse di piovere quando improvvisamente l'aereo arrivò dal nulla; gli agricoltori non ebbero abbastanza tempo per reagire e il 737 si schiantò contro di loro. Entrambi i motori si staccarono dalle ali.
Subito dopo l'incidente, gli assistenti di volo aspettarono l'ordine di evacuazione dal comandante Basuki per iniziare le manovre, ma i passeggeri cominciarono a uscire immediatamente senza attendere. I servizi di soccorso arrivarono poi sul luogo dell'incidente e irrigarono l'aereo con agenti schiumogeni. Almeno 26 persone rimasero ferite e la maggior parte di loro subì uno shock e delle leggere ferite. Tutti loro furono trasportati all'ospedale Asia Medika. Le tre persone colpite nella casa rimasero gravemente ferite. Il bambino identificato come Rahmad Sholikin (4 anni) subì una frattura agli arti a causa dell'impatto, come sua madre. Suo padre cedette alle ferite il 28 agosto ed è stata l'unica vittima dell'incidente.

## Le indagini
Il National Transportation Safety Committee venne incaricato dal governo di indagare sull'incidente. Il 28 agosto, il comitato inviò 3 investigatori sul luogo del disastro per ispezionare il relitto. Il capo dell'NTSC Tatang Kurniadi dichiarò che l'indagine sarebbe durata circa un anno. Tuttavia, aggiunse che non si sarebbe dilungata quanto quella del volo Adam Air 574.
Secondo sopravvissuti e testimoni oculari, le condizioni meteorologiche vicino all'aeroporto durante l'incidente erano abbastanza pessime e la maggior parte di loro affermò che era presente una forte pioggia. Molti altri dissero che l'aereo era atterrato in modo brusco sulla pista. Un'altra dichiarazione dei sopravvissuti, tra cui i piloti, suggerì che l'aereo poteva aver subito un guasto all'impianto frenante. Inizialmente si sospettava che la rottura della ruota anteriore fosse la causa principale dell'incidente. Questa affermazione sollevò poi interrogativi sull'aeronavigabilità dell'aeromobile.
Tuttavia, il vicepresidente di Sriwijaya Air, Harwick Lahunduitan, dichiarò che l'aereo coinvolto nell'incidente era idoneo al volo e se i freni si fossero guastati le vittime avrebbero potuto essere molte di più. Confutò inoltre l'affermazione che il volo 62 aveva subito un atterraggio duro. In seguito spiegò che il vento soffiava dalla parte anteriore e non dal retro dell'aereo, e aggiunse che la visibilità era "ottima". Il portavoce della Sriwijaya Air Charles An affermò che i freni "funzionavano normalmente".
Il National Transportation Safety Committee scoprì che il sistema idraulico A dell'aereo si era guastato durante il volo. L'idraulica è uno dei componenti più importanti del Boeing 737 poiché aziona la maggior parte delle superfici di controllo dell'aeromobile, inclusi flap, slat, freni e inversori di spinta. Il Boeing 737 è progettato per funzionare con un solo sistema idraulico (A o B) con una perdita di prestazioni minima. I dati raccolti da interrogatori e ispezioni conclusero che la maggior parte dei controlli era inoperante o quasi completamente inutilizzabile. Il comitato tuttavia non poté concludere la causa del guasto poiché l'impatto aveva danneggiato i sistemi dell'aeromobile.
Inoltre, le indagini rivelarono che l'equipaggio non aveva discusso del possibile esito del guasto dell'impianto idraulico. Non erano preoccupati e avevano deciso di continuare il loro tentativo di atterraggio. Secondo l'NTSC, avrebbero dovuto effettuare un mancato avvicinamento e attenersi al manuale di riferimento rapido (abbreviato in QRH), dove c'erano procedure e passaggi per gestire tale emergenza. L'NTSC dichiarò infine che l'equipaggio avrebbe dovuto condurre una riattaccata per valutare i rischi di atterraggio. In seguito aggiunsero che se l'equipaggio avesse gestito correttamente il guasto, il volo 62 sarebbe potuto atterrare in sicurezza all'aeroporto.